# امتیاز ایمنی
نواحی مخصوصی در بدن پستانداران از امتیاز ایمنی (انگلیسی: Immune privilege) برخوردارند، یعنی بدون منجر شدن به التهاب توانایی تحمل در برابر آنتی‌ژن‌ها را دارند. پیوند بافت‌ها به‌طور معمول توسط بدن آنتی‌ژنی بیگانه شناسایی می‌شود و توسط دستگاه ایمنی به آن حمله می‌شود، اما در پیوند بافت نواحی ممتاز امکان بقا وجود دارد و رد پیوند دیده نمی‌شود. بافت‌های ممتاز ایمنی شامل موارد زیر می‌شوند:
- چشم‌ها
- جفت و جنین
- بیضه‌ها
- دستگاه عصبی مرکزی

امتیاز ایمنی تا حدی بنظر می‌رسد در غضروف مفصلی نیز وجود داشته باشد. در مغز نیز عقیده بر آن بود امتیاز ایمنی به‌طور کامل وجود دارد که این عقیده با مشاهدات جدید رد شد و اکنون گفته می‌شود سلول‌های ایمنی در دستگاه عصبی مرکزی در نورون‌زایی نقش دارند.
به‌نظر می‌رسد امتیاز ایمنی یک انطباق فرگشتی است به‌منظور محافظت از ساختارهای حیاتی از آسیب‌های احتمالی التهاب چراکه التهاب در مغز و چشم می‌تواند در عملکرد اندام اختلال ایجاد کند یا پاسخ ایمنی به جنین منجر به سقط خودبه‌خودی شود.
از منظر پزشکی، این قابلیت اندام‌ها برای تسهیل پیوند قرنیه و پیوند منیسک زانو مفید واقع می‌شود.

## سازوکار
ساختارهای فیزیکی در اطراف نواحی ممتاز فاقد تخلیه لنفاوی است که سیستم ایمنی را برای مداخله محدود می‌کند. باقی عوامل دست‌اندرکار در نگهداشت امتیاز ایمنی شامل موارد زیر می‌شود:
- کاهش بیان مولکول‌های کلاسیک MHC کلاس ۱
- بیان MHC غیرکلاسیک تنظیم‌کننده ایمنی کلاس Ib
- افزایش بیان مولکول‌های مهارکننده سامانه کمپلمان
- ساخت موضعی سیتوکین‌های سرکوب‌کننده سیستم ایمنی مانند TGF-β
- حضور نوروپپتید
- بیان مداوم لیگاند فاس

طبیعت انزوای نواحی ممتاز ایمونولوژیک از باقی نواحی بدن می‌تواند منجر به ایجاد استعداد بیماری خودایمنی یا شرایطی چون افتالمی سمپاتیک چشم در آنها بشود.

## تاریخچه تحقیقات
وجود امتیاز ایمنی برای اولین بار برای چشم و در اواخر قرن ۱۹ توسط پیتر مداوار بررسی شد. توضیح اولیه این پدیده این بود که موانع فیزیکی در اطراف نواحی ممتاز ایمنی، آن‌ها را قادر می‌سازد تا از تشخیص سیستم ایمنی و واکنش آن به هر آنتی‌ژن موجود به‌طور کل جلوگیری کنند. اخیراً تحقیقات بیشتر تعدادی سازوکار مختلف را نشان داده است که توسط آن نواحی دارای امتیاز ایمنی با سیستم ایمنی تعامل دارند.